# Lingua cantonese
Il cantonese (in mandarino 粵語T, 粤语S, YuèyǔP; in cantonese jyut6 jyu5), o yue, è un ramo delle lingue sinitiche diffuso principalmente nella Cina meridionale, soprattutto nelle province di Guangdong e Guangxi, conosciute insieme con il nome di Liangguang, a Hong Kong e Macao. È una delle varietà più diffuse della lingua cinese, con oltre 80 milioni di parlanti. I dialetti Yue derivano da una proto-lingua non attestata e ricostruita attraverso il metodo comparato, detta Proto-Yue.
I suoi parlanti possono comunicare con i cinesi provenienti da altre regioni del Paese utilizzando il cinese moderno standard.
Le varietà yue, inclusa quella cantonese, si distinguono per la loro mancanza di mutua intelligibilità con altre varietà di cinese, nonché all'interno della stessa famiglia linguistica yue. Queste varietà sono considerate tra le più conservatrici per quanto riguarda le consonanti finali e le categorie tonali del cinese medio.
Il cantonese, a differenza del mandarino che presenta solo quattro toni, è caratterizzato da nove toni distinti. Questa peculiarità implica che le stesse sillabe possono essere pronunciate in nove modi differenti, a seconda dell'intonazione e dell'inflessione della voce. Un'altra differenza sostanziale tra le due lingue è che le sillabe del cantonese spesso terminano con una consonante, come -p/-b, -m, -n, -ng, -g/-k, -d/-t, mentre nel mandarino le sillabe tendono ad essere composte principalmente da vocali, con la presenza di sole due consonanti nasali, -n e -ng, alla fine di una sillaba.
Il cantonese utilizza i sinogrammi nella sua scrittura, alcuni dei quali sono esclusivi di questa lingua o non sono più utilizzati nel mandarino. Tuttavia, è da notare che il mandarino può occasionalmente pronunciarli o utilizzarli in contesti molto limitati.

## Etimologia e terminologia
Il termine "cantonese" trae origine dalla città di Canton, una traslitterazione francese del nome utilizzato dai coloni portoghesi per riferirsi a Guangzhou (广州), la città capoluogo della provincia del Guangdong (广东) in Cina.
Gli abitanti di Hong Kong e Macao, così come gli immigrati cantonesi all'estero, solitamente si riferiscono alla loro lingua come 廣東話T, GwóngdūngwáP, che significa "lingua del Guangdong". Nelle regioni del Guangdong e Guangxi, sono in uso anche i termini 粵語T, YuhtyúhP, che significa "lingua Yue" e 白話T, baahkwáP (che indica un linguaggio semplice o colloquiale). Per esempio, l'espressione 南寧白話T, Nàahmnìhng baahkwáP, si riferisce al "linguaggio colloquiale di Nanning".

## Comparazione con il cinese mandarino

### Comparazione generica
In alcuni aspetti, il cantonese è una lingua più conservatrice del cinese. Questo si può osservare, ad esempio, confrontando le parole che indicano "io/me" (我) e "fame" (餓). Sono scritte con caratteri simili, ma in mandarino la loro pronuncia è alquanto differente (rispettivamente "wǒ" e "è"), mentre in cantonese la loro pronuncia è identica tranne che nei toni ("ngo5" e "ngo6"). I caratteri suggeriscono che in antichità la pronuncia fosse simile, ma nel cinese mandarino la pronuncia delle due sillabe si è differenziata con il tempo. Anche se la pronuncia antica non è stata mantenuta, nella lingua cantonese le variazioni sono state minori.
Il cantonese può essere distinto "a orecchio" dal mandarino, anche da chi non sa interpretare le due lingue, in primo luogo perché utilizza un insieme differente di sillabe. Le regole per la formazione della sillaba sono differenti, per esempio ci sono sillabe che terminano con consonanti non nasali (ad esempio "lak"). Ha inoltre un insieme di toni differente: generalmente vengono distinti 6 o 7 toni, a seconda che si utilizzi o no la distinzione tradizionale tra un tono acuto ed uno acuto-discendente. I due toni in questione sono stati in larga parte fusi in un unico tono acuto, in particolar modo nel cantonese di Hong Kong. Molte descrizioni del cantonese (in particolar modo quelle più vecchie) forniscono un numero più elevato di toni, ad esempio 10. Questo può accadere in particolare quando viene assegnata una categoria di toni separata per le sillabe terminanti in "p", "t", "k", per ognuno dei tre livelli di tonalità nei quali possono cadere. Per la maggior parte dei linguisti questa ulteriore complicazione non è necessaria. Il mandarino possiede invece solo quattro toni più un tono "neutro".
Il cantonese mantiene molti suoni al termine della sillaba che il mandarino ha perso o fuso insieme. Per esempio i caratteri (裔,屹,藝,艾,憶,譯,懿,誼,肄,翳,邑,佚) sono tutti pronunciati "yi4" in mandarino, ma sono tutti differenti in cantonese (rispettivamente: jeoi6, ngat6, ngai6, ngaai6, yik1, yik6, yi3, yi4, si3, ai3, yap1 e yat6). Comunque, il sistema di vocali del mandarino è per certi versi più conservatore rispetto a quello del cantonese, dato che molti dittonghi mantenuti nel mandarino sono stati persi o confusi nel cantonese. Inoltre il mandarino compie una distinzione triplice tra fricative alveolari, alveopalatali e retroflesse, distinzione assente nel cantonese.
C'è un'altra differenza evidente tra cantonese e mandarino, nel mandarino è assente un suono "m" al termine della sillaba: la "m" e la "n" terminali nel cantonese sono state fuse in "n" nel mandarino. Inoltre, nel cantonese i suoni nasali possono essere sillabe indipendenti senza altre vocali.
Il cantonese oltre ad essere ben distinto foneticamente dal mandarino, come gli altri principali dialetti cinesi ha una base grammatica leggermente differente. In Cina la pronuncia dei toni è fondamentale per identificare una parola e quindi di conseguenza una frase.
Non di rado capita tra connazionali di una certa età che girano il paese per la prima volta di non riuscire a capire o farsi capire dai propri connazionali.

### Shift vocalico putonghua-cantonese
| Pattern nello shift vocalico (putonghua > cantonese) |
| --- |
| -a > -aa. |
| -ai > -oi (in altri diventa -aai, per esempio dopo le bilabiali /p, pʰ, m/; se aveva *-k, diventa -ak. Si ricorda che il puntonghua non ha gli stop).                                                                                              |
| -ao > -ou (sporadicamente -aau; dopo le retroflesse, solitamente -iu e -aau. Yao >jiu). |
| -iao > -iu (anche yao > jiu. Ma prima di consonanti anticamente non palatalizzate, diventa -aau). |
| -an > -aan/a(a)m (dipende se finiva o meno in *-m; dopo i suoni velari in *-n e /h/ diventa -on; "ran", diventa jin/jim; sporadicamente è -un). |
| -ang > ong (se dopo le retroflesse, diventa -oeng. In più, yang > joeng). |

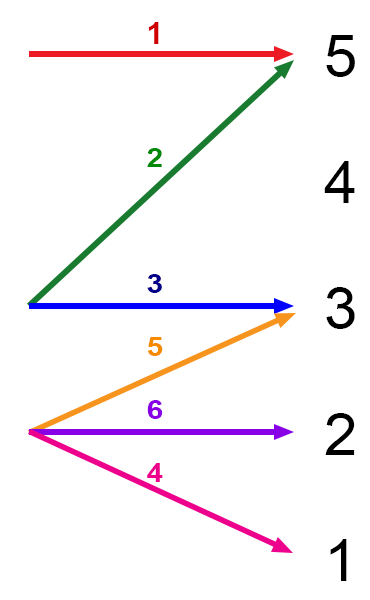
Rappresentazione grafica dei toni del cantonese

| -ia > aa (si trova spesso con le consonanti che oggi si palatalizzano; se con stop, si può accorciare in -ap, -at. 俩 lia3 è loeng: segue la chiave di lettura. Ya > aa).                                                                          |
| -iang > oeng (dopo le consonanti che oggi si palatalizzano, è -ong. Yang > joeng). |
| -ie > ip/it (se invece hanno consonante oggi palatalizzata, è -aai. Ye > jaa. Sporadicamente, xie > se). |
| -ian > in/im (dipende se finiva o meno in *-m. Yan > jin. In consonanti che oggi si palatalizzano, sporadicamente è -aan). |
| -i /i/ > -ei (yi > ji in gran parte dei casi. -Ei può modificarsi in presenza di stop, e.g. diventare -at/ap; sporadicamente si trova -ai, forse per una diversa pronuncia in Primo Cinese Medio, tale per cui per lo shift vocalico muta in -ai). |
| -i /ɨ/ > -i (shi > talvolta sai; ri > jat, in più in sillabe con stop può mutare proprio in -ap/at). |
| -in > an/am (dipende se finiva o meno in *-m. Yin >jan. Talune sillabe che anticamente avevano *-ng lo ritengono in cantonese: -ing, e.g. 皿. Nin 您 >nei in base alla chiave di lettura 你, anche se la versione alternativa è 恁 *-m).           |
| -ing > -ing (sporadicamente -eng. Ying > jing. 行 hang2 > hang). |
| -ei > eoi (Ei > aai. Se dopo bilabiale /p, pʰ, m/ tende a diventare -ui; fei > fai/fei). |
| -o/uo /wo/ > o (sporadicamente -aak e -ok/at/ut se finiva in *-k/*-t. O /o/ > o. Wo > wo/ak. Ruo > joek). |
| -ou, -iu > -au (ou > au; You > jau. Diu 丢 > diu. Liu 六 > luk). |
| -ong, iong > -ung (rispetto alla ricostruzione Baxter 2011, sembra identico al Primo Cinese Medio. Yong > jung. Jiong > gwing). |
| -e /ɤ/ > -a(a)k/ok/o (re4 热 > jit). |
| -en > -an/am/un (shan > tipicamente -aam. En > "ng" a causa di *ng-). |
| -eng > -ang (sporadicamente -aang/ung. Weng > jung. Feng > fung. Reng > jing. Dopo retroflesse, di solito è -ing). |
| -u > -ou/uk (wu > molto irregolare in base alla pronuncia originale, e.g. 五 > sonante "ng" a causa di *ng-; 无 > mou a causa di *mj-. Gu > gu/guk. Fu > fu/wu. Dopo le retroflesse, di solito è -yu/uk; ru > jyu).                                |
| -ua > -waa (wa > waa/ngaa in base alla pronuncia originale. Hua > faa. Rua [dialettale] > no). |
| -uai > -waai (wai > wa(a)i. Kuai > kui/faai. Zhuai >jai. Chuai > caai/ceoi. Shuai > seoi/seot). |
| -uei > -eoi (wei > wai. Rui > jeoi. Gui > gwai. Kui > kwai/gwai. Hui > fui/wui/wai). |
| -uan > -waan/un (wan > waan/maan in base alla pronuncia originale, e.g. se iniziava in *mj-. Kuan > fun. Huan > waan/fun. Zuan, cuan > a volte -aan. Suan, luan, nuan +retroflesse > -yun. Ruan > jyun. Shuan > saan).                             |
| -uang > -wong (dopo le retroflesse è -ong, tranne shuang > soeng. Wang > wong/mong in base alla pronuncia originale, e.g. se iniziava in *mj- Huang > wong/fong).                                                                                  |
| -un /uən/ > -yun/eon (wen > wan/man in base alla pronuncia originale, e.g. se iniziava in *mj-. In retroflesse, di solito è -eon. Run > jeon. Hun > wan/fan)                                                                                       |
| -ü (yu, ju, qu, xu, nv, lv) > -eoi e eot/uk con stop (yu > jyu). |
| -ue (jue, que, xue, lve, nve) > -yut/ok/oek (yue > jyut, con eccezioni in base alla pronuncia originale). |
| -uan (juan, quan, xuan) > -yun (yuan > jyun) |
| -un (jun, qun, xun) > -wan/eon (yun > wan) |
| ER > ji (si nota dunque la caduta di *ny- in cantonese) |
| -r > la erhua/rotacismo/erizzazione appartiene solo ai dialetti settentrionali e al putonghua, non allo Yue/cantonese. In più, il putonghua non ha sonanti, stop senza rilascio udibile di suono, stacchi glottali e *-m.                          |

### Romanizzazioni del dialetto Yue e pronuncia puntuale
Nella tabella sottostante si indicano i suoni del cantonese insieme alle cinque romanizzazioni principali, tutte molto simili tra loro: la Jyutping, la Yale, la Lau, la CTS e il Pinyin Cantonese ("Cantonese Pinyin"). La prima è usata dall'Università di Hong Kong, è molto popolare all'estero ed è la più recente, siccome è del 1993 ed è stata aggiornata nel 2018. La seconda, famosa quasi quanto la Jyutping, è stata confezionata da Gerard P. Kok e Parker Po-fei Huang e usata nel libro "Speak Cantonese", pubblicato nel 1958. Questo sistema è molto vicino al pinyin e si usa ancora nel centro di lingua cinese dell'Università Cinese di Hong Kong. La terza prende il nome dal linguista di Hong Kong Sydney Lau e deriva da una modifica del sistema Yale effettuata negli anni '70 e usata per insegnare il dialetto cantonese agli immigrati occidentiali a Hong Kong tramite libri di testo e programmi radiofonici. Un'opera celebre è A Practical Cantonese-English Dictionary, pubblicato dal Governo di Hong Kong nel 1977. La quarta, la meno usata (si trova tipicamente in lavori sul cantonese prodotti nella Repubblica Popolare Cinese), è il Cantonese Transliteration Scheme, pubblicata insieme a un gruppo di 4 romanizzazioni, dette "Guangdong Romanization" nel 1960: una per il Teochew, una per l'Hakka, una per l'hainanese e una proprio per il dialetto Yue/cantonese. Il Cantonese Transliteration Scheme viene detta anche "Canton Romanization" e, come abbreviazione, si può immaginare come "CTS". La CTS è stata revisionata nel 1980 da Rao Bingcai. La quinta è stata creata dal Reverendo Yu Ping Chiu (余秉昭) nel 1971 e modificato dal Dipartimento dell'Educazione di Hong Kong e dal Prof. Zhan Bohui (詹伯慧) del Centro di Ricerca di Dialetti Cinesi dell'Università di Jinan e Professore Onorario all'Università di Hong Kong.
| Lettera (Jyutping) | Lettera (Yale) | Lettera (Lau) | Lettera (CTS) | Lettera (Cantonese Pinyin) | Trascr. IPA | Spiegazione |
| ------------------ | -------------- | ------------- | ------------- | -------------------------- | ----------- | --- |
| a                  | -              | -             | -             | -                          | /ɐ/         | È una "a" di albero, ma chiusa e anche abbastanza breve e sfuggita, non squillante e spalancata. Non compare mai in totale isolamento, a meno che cade la consonante iniziale nel linguaggio poco curato e colloquiale. Le combinazioni sono ai, au, am, an, ang, ap, at, ak: è sempre affiancata a una semivocale (in dittonghi), codina nasale e stop. |
| aa                 | -              | -             | e             | -                          | /aː/        | È una "a" di albero. La doppia lettera indica che è squillante e non chiusa. In isolamento si scrive "aa" ("a" nelle altre romanizzazioni). Le combinazioni sono aa, aai, aau, aam, aan, aang, aap, aat, aak (vedi avanti per la spiegazione delle codine nasali finali e degli stop senza rilascio udibile di suono). |
| e                  | -              | -             | é             | -                          | /ɛː/        | È una "è" di caffè, vocale aperta. le combinazioni sono e, ei, eu, em, eng, ep, et, ek. "Ei" si pronuncia /ei̯/, cioè con la /e/ chiusa, forse a causa della /i/ semivocalica chiusa. |
| oe                 | eu             | eu            | ê             | -                          | /œː/        | È una "è" di caffè, aperta e arrotondata/procheila. Una vocale si dice arrotondata se la vocale è pronunciata con le labbra attorondate in un cerchiolino. Le combinazioni sono oe, oeng, oet, oek. |
| eo                 | eu             | u             | ê             | oe                         | /ɵ/         | È grossomodo una "e" di elmetto, arrotondata e abbastanza sfuggita. Le tre combinazioni sono eon, eot, eoi (per quest'ultima, vedi avanti.) |
| o                  | -              | -             | -             | -                          | /ɔː/        | È una "o" di occhio, vocale arrotondata aperta. le combinazioni sono o, on, ong, ot, ok, ou. Quest'ultimo dittongo si pronuncia /ou̯/, con la "o" chiusa, forse per effetto della semivocale /u/ chiusa. In più, per capire come pronunciare correttamente "oi", vedi avanti. |
| u                  | -              | oo            | -             | -                          | /uː/        | È una "u" di ultimo, vocale arrotondata chiusa. |
| yu                 | -              | ue            | ü             | y                          | /yː/        | È una "i" di piccolo, chiusa e arrotondata. In isolamento si scrive "jyu". |
| i                  | -              | -             | -             | -                          | /iː/; /j/-  | È una "i" di piccolo, vocale chiusa. Se semivocale chiusa, si usa per creare i dittonghi, come nell'italiano piatto. Se si trova in dittonghi con la vocale arrotondata, la "i" assimila l'arrotondamento e, in pronuncia, muta in /y/. Lo stesso fenomeno si ritrova pure in norvegese. Le combinazioni sono i, iu, im, in, ing, ip, it, ik. Le tre combinazioni in cui si arrotonda sono eoi /ɵy̯/, ui /uːy̯/, oi /ɔːy̯/. La "i" come vocale isolata si trascrive "ji" /i/ in Jyutping. |
| w                  | -              | -             | u             | -                          | /w/         | È una "u" di quaglia, semivocale arrotondata chiusa per formare dittonghi. |
| b                  | -              | -             | -             | -                          | /p/         | È una "p" di palla, consonante sorda. Una consonante si dice sorda se il palmo della mano intorno alla gola non sente le vibrazioni delle corde vocali. Si paragonino "ffff" e "ssss" a "mmmm" e "vvvv". |
| p                  | -              | -             | -             | -                          | /pʰ/        | È una "p" di palla, sorda e con aspirazione sorda, cioè accompagnata da uno sbuffo d'aria. |
| d                  | -              | -             | -             | -                          | /t/         | È una "t" di tavolo, sorda. |
| t                  | -              | -             | -             | -                          | /tʰ/        | È una "t" di tavolo, sorda aspirata. |
| g                  | -              | -             | -             | -                          | /k/         | È una "c" di cane, sorda. |
| k                  | -              | -             | -             | -                          | /kʰ/        | È una "c" di cane, sorda aspirata. |
| h                  | -              | -             | -             | -                          | /h/         | È un'aspirazione sorda come nell'inglese have. |
| z                  | j              | j             | -             | dz                         | /t͡s/        | È una "z" di zero, sorda (nel Norditalia si può sonorizzare, cioè si aggiunge la vibrazione delle corde vocali al suono. In tal caso, va desonorizzata). |
| c                  | ch             | ch            | -             | ts                         | /t͡sʰ/       | È una "z" di zero, sorda aspirata. |
| s                  | -              | -             | -             | -                          | /s/         | È una "s" di senza, sorda. |
| l                  | -              | -             | -             | -                          | /l/         | È una "l" di leva, sonora. |
| f                  | -              | -             | -             | -                          | /f/         | È una "f" di farfalla, sorda. |
| m; "m"             | -              | -             | -             | -                          | /m/; /m̩/    | È una "m" di mano, sonora. Si può trovare anche come codina nasale a fine sillaba. Si può usare anche da sola come sillaba completa e intonabile (si pensi a "Mh. Capito." e "MHHHH!!! CHE BUOONOO!!"). Siccome è una consonante che ha valenza di vocale e sillaba completa, si dice che è una "sonante". Le sonanti sono presenti pure in dialetto shanghainese, hokkien, sanscrito, lituano, birmano antico (Old Burmese) nelle sillabe sesquisillabiche (cioè con una sillaba minore blandamente attaccata) e in proto-indo-europeo. In IPA sono segnalate con un puntino in basso. Infine, la -m come coda in pronuncia si assimila (esattamente come in italiano e altre lingue) in /ɱ/ labiodentale di fronte a "f" (cioè si pronuncia una /m/ con gli incisivi dell'arcata superiore a contatto con il labbro inferiore, come in anfora). |
| n                  | -              | -             | -             | -                          | /n/         | È una "n" di nave, sonora. Si trova anche a fine sillaba come codina nasale. La -n come coda in pronuncia si assimila (esattamente come in italiano e altre lingue) in /m/ davanti a un suono bilabiale "b" o "p", in /ŋ/ davanti a "g" e "k" (come nell'italiano panca e fango), e in /ɱ/ labiodentale di fronte a "f" (cioè si pronuncia una /m/ con gli incisivi dell'arcata superiore a contatto con il labbro inferiore, come in anfora). |
| ng; "ng"           | -              | -             | -             | -                          | /ŋ/; /ŋ̩/    | È una "n" di panca, sonora e pronunciata con il dorso della lingua sulla zona tondeggiante del palato, come nell'inglese king. Si può trovare pure a inizio sillaba. Morrison la trascriveva come "g". In totale isolamento, è la seconda sonante del dialetto Yue/cantonese. |
| -p                 | -              | -             | -b            | -                          | /p̚/         | È uno stop senza rilascio udibile di suono (gli stop sono presenti pure in coreano, vietnamita, thailandese, Hokkien e Hakka). Questo particolare stop si pronuncia immaginando di interrompere la vocale serrando entrambe le labbra e senza più fare nient'altro, come se si stesse per pronunciare una "p" che non verrà mai rilasciata. |
| -t                 | -              | -             | -d            | -                          | /t̚/         | È uno stop senza rilascio udibile di suono, con la vocale interrotta da tutta la lingua in posizione di "t". |
| -k                 | -              | -             | -g            | -                          | /k̚/         | È uno stop senza rilascio udibile di suono con la vocale interrotta da tutta la lingua in posizione di "c" di cane. |
| - - -              | - - -          | - - -         | j             | - - -                      | /t͡ɕ/        | È una "ci" di ciao sorda e palatale, cioè pronunciata con la lingua già in posizione di "gn" di gnomo. Questo suono era presente in cantonese di inizio Ottocento e Robert Morrison lo trascrive nel suo dizionario di cantonese, il primo scritto da un europeo (1828). La differenza tra i suoni palatali e dentali (/t͡s/, /t͡sʰ/, /s/) si è persa a inizio Ottocento e lo stesso Morrison spiega che i parlanti di cantonese facevano confusione tra loro. La romanizzazione di Morrison e la CTS differenziano ancora i suoni. Il dizionario di Morrison, insieme a pochissimi altri dizionari ottocenteschi che differenziano le due tipologie di suoni, sono parecchio utili per ricerche filologiche. Ma il dizionario di Morrison non va usato da solo: ha il difetto (non insormontabile) di non segnalare la differenza tra consonante non aspirata e aspirata, in più non trascrive la modulazione tonale (i dizionari posteriori e odierni sono più precisi). Prima di affrontare le pronunce più antiche, registrate nei dizionari ottocenteschi, bisogna prima capire come funziona la romanizzazione di ogni autore, siccome mancavano gli standard di riferimento (banalmente, nel 1828 non esisteva lo Jyutping). |
| - - -              | - - -          | - - -         | q             | - - -                      | /t͡ɕʰ/       | È una "ci" di ciao, sorda e aspirata e palatale. Per fare un esempio di confusione di suono, 茶 si pronuncia oggi "caa4" ma Morrison trascrive grossomodo "cha", che nella sua trascrizione indica il suono palatale. |
| - - -              | - - -          | - - -         | x             | - - -                      | /ɕ/         | È una "sci" di scienza, sorda e palate (oppure si può immaginare di palatalizzare una "s" di senza). Per fare un esempio di confusione di suono, 食 si pronuncia oggi "si6", ma Morrison la trascrive "shi", che nella sua trascrizione indica il suono palatale. |

### Comparazione con il putonghua e pinyin con esempi
| Pinyin 拼音 | Spiegazione di corrispondenza in cantonese (pinyin e jyutping) 说明 (拼音，粤拼) | Esempi (hanzi; jyutping e {pinyin}) 例子 (汉字，粤拼，拼音) |
| ----------- | --- | --- |
| B /p/       | La B del cinese moderno in quasi ogni caso resta B in cantonese. | 把 baa2 {bǎ} - 八 baat3 {bā} - 白 baak6 {bái} 辦/办 baan6 {bàn} - 幫/帮 bong1 {bāng} - 北 bak1 {běi} 本 bun2 {běn} - 不 bat1 {bù} - 波 bo1 {bō} |
| P- /pʰ/     | La P in quasi ogni caso resta P. | 爬 paa4 {pá} - 牌 paai4 {pái} - 盤/盘 pun4 {pán} 貧/贫 pan4 {pín} - 瓶 ping4 {píng} - 朋 pang4 {péng} 陪 pui4 {péi} - 普 pou2 {pǔ} - 破 po3 {pò} - con eccezione 品 ban2 {pǐn} |
| D /d/       | La D resta in quasi ogni caso D. | 大 daai6 {dà} - 帶/带 daai3 {dài} - 單/单 daan1 {dān} 當/当 dong1 {dāng} - 等 dang2 {děng} - 得 dak1 {de} 地 dei6 {dì} - 定 ding6 {dìng} - 東/东 dung1 {dōng} 讀/读 duk6 {dòu} - 頓/顿 deon6 {dùn} - 都 dou1 {dōu} 對/对 deoi3 {duì} - 跌 dit3 {diē} |
| T- /tʰ/     | La T resta in quasi ogni caso T. | 他 taa1 {tā} - 毯 taan2 {tǎn} - 湯/汤 tong1 {tāng} 頭/头 tau4 {tóu} - 土 tou2 {tǔ} - 太 taai3 {tài} 屯 tyun4 {tún} - 推 teoi1 {tuī} - 體/体 tai2 {tǐ} 聽/听 teng1 {tīng} - 疼 tung3 {téng} - 同 tung4 {tóng} 貼/贴 tip3 {tiē} con eccezione 特 dak6 {tè} |
| G /k/       | La G resta in quasi ogni caso resta G. | 感 gam2 {gǎn} - 鋼/钢 gong3 {gāng } - 歌 go1 {gē} 跟 gan1 {gēn} - 更 gang3 {gèng} - 古 gu2 {gǔ} 滾/滚 gwan2 {gǔn} - 國/国 gwok3 {guó} |
| K- /kʰ/     | La K tende a diventare una K ma diventa più spesso un'aspirazione H /h/ | 抗 kong3 {kàng} - 虧/亏 kwai1 {kuī} - 狂 kwong4 {kuáng} 開/开 hoi1 {kāi} - 看 hon3 {kān} - 哭 huk1 {kū} 孔 hung2 {kǒng} 庫/库 fu3 {kù} - 款 fun2 {kuǎn} - 快 faai3 {kuài} |
| H /h/       | La H in quasi ogni caso resta H, però la sillaba HU(-) perde l'aspirazione. Sporadicamente diventa F. | 河 ho4 {hé} - 黑 hak1 {hēi} - 漢/汉 hon3 {Hàn} 紅/红 hung4 {hóng} 湖 wu4 {hú} 華/华 waa4 {huá} - 還/还 waan4 {hái} - 壞/坏 waai6 {huài} 環/环 waan4 {huán} - 黃/黄 wong4 {huáng} - 會/会 wui2 {huì} 混 wan6 {hùn} 婚 fan1 {hūn} - 火 fo2 {huǒ} |
| Z /ts/      | Z resta quasi sempre Z e sporadicamente diventa C /tsʰ/. | 字 zi6 {zì} - 在 zoi6 {zài} - 暫〔暂〕 zaam6 {zàn} 髒/脏 zong1 {zāng} - 租 zou1 {zū} - 走 zau2 {zǒu} 尊 zyun1 {zūn} |
| ZH /ʈʂ/     | ZH si trasforma in Z /ts/, imitando la pronuncia del cinese mandarino del sud, esattamente dove si trova il Guangdong. | 中 zung1 {zhōng} - 正 zing3 {zhèng} - 知 zi1 {zhī} 這/这 ze2 {zhè} - 戰/战 zin3 {zhàn} - \|住 zyu6 {zhù} 准 zeon2 {zhǔn} |
| C /tsʰ/     | C resta C. | 擦 caat3 {cā} - 從/从 cung4 {cóng} - 參/参 caam1 {cān} 層/层 cang4 {céng} - 倉/仓 cong1 {cāng} - 粗 cou1 {cū} 湊/凑 cau3 {còu} - 村 cyun1 {cūn} |
| CH /ʈʂʰ/    | CH diventa C, sporadicamente S. | 出 ceot1 {chū} - 川 cyun1 {chuān} - 茶 caa4 {chá} 車/车 ce1 {chē} - 陳/陈 can4 {chén} 常 soeng4 {cháng} - 嘗/尝 soeng4 {cháng} - 城 sing4 {chéng} con eccezione 吃 hek3 {chī} |
| S /s/       | S resta quasi sempre S, sporadicamente C e Z. | 灑/洒 saa2 {sǎ} - 傘/伞 saan3 {sǎn} - 嗓 song1 {sǎng} 宋 sung3 {Sòng} - 森 sam1 {sēn} - 蘇〔苏〕 sou1 {sū} 掃/扫 sou3 {sǎo} - 色 sik1 {sè} - 四 sei3 {sì} 筍/笋 seon2 {sǔn} 賽/赛 coi3 {sài} 俗 zuk6 {sú} - 僧 zang1 {sēng} |
| SH /ʂ/      | SH diventa S. | 殺/杀 saat3 {shā} - 商 soeng1 {shāng} - 社 se5 {shè} 山 saan1 {shān} - 水 seoi2 {shuǐ} - 省 saang2 {shěng} 書/书 syu1 {shū} - 順/顺 seon6 {shùn} - 手 sau2 {shǒu} |
| R- /ɻ~ʐ/    | R- muta nella semivocale J- (/j/-) sia in pronuncia che in grafia. Il suono palatale */ɲ/ del cinese medio è caduto, ma la semivocale /j/ sarebbe una spia di questo suono. | 然 jin4 {rán} - 熱/热 jit6 {rè} - 肉 juk6 {ròu} 人 jan4 {rén} - 讓/让 joeng6 {ràng} - 入 jap6 {rù} 潤/润 jeon6 {rùn} - 擾/扰 jiu5 {rǎo} - 扔 jing4 rēng 軟/软 jyun5 {ruǎn} - 弱 joek6 {ruò} con eccezioni 瑞 seoi6 {ruì} |
| J /tɕ/      | J diventa G, sporadicamente K e Z. | 幾/几 gei2 {jǐ} \|\| 街 gaai1 {jiē} \|\| 金 gam1 {jīn} 經/经 ging1 {jīng} - 見/见 gin3 {jiàn} - 江 gong1 {jiāng} 九 gau2 {jiǔ} - 具 geoi6 {jù} - 軍/军 gwan1 {jūn} 及 kap6 {jí} 集 zaap6 {jí} |
| Q /tɕʰ/     | Q in dei casi diventa K, in altri casi diventa H oppure C. | 期 kei4 {qī} - 琴 kam4 {qín} - 窮/穷 kung4 {qióng} 球 kau4 {qiú} - 群 kwan4 {qún} 氣/气 hei3 {qì} - 去 heoi3 {qù} 妻 cai1 {qī} - 錢/钱 cin2 {qián} - 七 cat1 {qī} 切 cit3 {qiè} |
| X /ɕ/       | X spesso diventa spesso S e quindi il fatto di trasformare X in S si sposa bene con la tendenza dei meridionali a trasformare questo suono anche in putonghua, insieme alla caduta della retroflessione. Oltre a questo esito, ci sono numerose eccezioni e dei casi in cui diventa H. | 希 hei1 {xī} - 下 haa6 {xià} - 香 hoeng1 {xiāng} 嚮/向 hoeng2 {xiàng} - 鄉/乡 hoeng1 {xiāng} - 鞋 haai4 {xié} 兄 hing1 {xiōng} - 學/学 hok6 {xué} - 靴 hoe1 {xuē} 西 sai1 {xī} - 先 sin1 {xiān} - 想 soeng2 {xiǎng} 小 siu2 {xiǎo} - 笑 siu3 {xiào} - 消 siu1 {xiāo} 羞 sau1 {xiū} - 修 sau1 {xiū} - 寫/写 se2 {xiě} 心 sam1 {xīn} - 新 san1 {xīn} - 信 seon3 {xìn} 星 sing1 {xīng} - 需 seoi1 {xū} - 雪 syut3 {xuě} 宣 syun1 {xuān} - 選/选 syun2 {xuǎn} con eccezioni 吸 kap1 {xī} 習/习 zaap6 {xí} - 謝/谢 ze6 {xiè} 校 gaau3 {jiào} 現/现 jin6 {xiàn} - 休 jau1 {xiū} 尋/寻 cam4 {xún} 訓/训 fan3 {xùn} |
| F /f/       | F resta F. | 發/发 faat3 {fā} - 飯/饭 faan6 {fàn} - 分 fan1 {fēn} 豐/丰 fung1 {fēng} - 福 fuk1 {fú} - 方 fong1 {fāng} |
| L /l/       | L resta L. | 來/来 loi4 {lái} \|\| 藍/蓝 laam4 {lán} \|\| 路 lou6 {lù} 樓/楼 lau4 {lóu} - 累 leoi6 {lèi} - 樂/乐 lok6 {lè} 狼 long4 {láng} - 龍/龙 lung4 {lóng} - 六 luk6 {liù} |
| M /m/       | M resta M. | 馬/马 maa5 {mǎ} - 慢 maan6 {màn} - 民 man4 {mín} 美 mei5 {měi} - 母 mou5 {mǔ} - 木 muk6 {mù} 麼/么 mo1 {me} - 米 mai5 {mǐ} - 買/买 maai5 {mǎi} |
| N /n/       | N resta in quasi ogni caso N. | 那 naa5 {nā} - 難/难 naan4 {nán} - 女 neoi5 {nǚ} 努 nou5 {nǔ} - 呢 ne1 {ne} - 能 nang4 {néng} 年 nin4 {nián} - 您 nei5 {nín} - 你 nei5 {nǐ} 內/内 noi6 {nèi} |
| W- /w/      | W- sporadicamente si sostituisce con NG- /ŋ/, spesso con M-, ma altrove resta W-. | 瓦 ngaa5 {wǎ} - 外 ngoi6 {wài} - 危 ngai4 {wēi} 我 ngo5 {wǒ} - 臥/卧 ngo6 {wò} 萬/万 maan6 {wàn} - 晚 maan5 {wǎn} - 網/网 mong5 {wǎng} 忘 mong4 {wàng} - 文 man4 {wén} - 味 mei6 {wèi} 尾 mei5 {wěi} - 問/问 man6 {wèn} - 聞/闻 man4 {wén} 吻 man5 {wěn} - 蚊 man1 {wén} - 無/无 mou4 {wú} 舞 mou5 {wǔ} - 物 mat6 {wù} 挖 waat3 {wā} - 灣/湾 waan1 {wān} - 碗 wun2 {wǎn} 王 wong4 {wáng} - 為/为 wai6 {wèi} - 穩/稳 wan2 {wěn} 溫/温 wan1 {wēn} con eccezioni 翁 jung1 {wēng} 污 wu1 {wū} - 屋 uk1 (attenzione alla grafia) {wū} 五 ng5 {wǔ} - 誤/误 ng6 {wù}                                               |
| Y- /j/      | Y- spesso non varia, molto sporadicamente sparisce oppure talvolta si sostituisce col suono nasale NG-. | 言 jin4 {yán} - 易 ji6 {yì} - 應/应 jing1 {yīng} 羊 joeng4 {yáng} - 用 jung6 {yòng} - 因 jan1 {yīn} 要 jiu3 {yāo} - 夜 je6 {yè}, 呀 aa1 {ya} /a:/ 牙 ngaa4 {yá} |
| -NG /ŋ/     | -NG rimane -NG. | 生 saang1 {shēng} - 湯/汤 tong1 {tāng} - 黨/党 dong2 {dǎng} 狼 long4 {láng} - 忙 mong4 {máng} - 棒 paang5 {bàng} 胖 bun6 {pàng} - 港 gong2 {Gǎng} - 抗 kong3 {kàng} 京 ging1 {Jīng} - 風/风 fung1 {fēng} - 種/种 zung2 {zhǒng} 蟲/虫 cung4 {chóng} - 總/总 zung2 {zǒng} - 送 sung3 {sòng} 雙/双 soeng1 {shuāng} - 嗓 song1 {sǎng} - 商 soeng1 {shāng} |
| -N /n/      | -N in resta -N, ma in alcuni conserva -M. | 餐 caan1 {cān} - 林 lam4 {lín} - 跟 gan1 {gēn} 三 saam1 {sān} - 產/产 caan2 {chǎn} - 森 sam1 {sēn} 談/谈 taam4 {tán} - 淡 taam5 {dàn} - 禁 gam3 {jìn} 金 gam1 {jīn} - 淋 lam4 {lín} - 南 naam4 {nā} 參/参 caam1 {cān} - 慘/惨 caam2 {cǎn} - 站 zaam6 {zhàn} 暫/暂 zaam6 {zàn} - 眨 zaam2 {zhǎ} - 斬/斩 zaam2 {zhǎn} 暗 am3 {àn} - 嚴/严 jim4 {yán} - 鹽/盐 jim4 {yán} 染上 jim5 {rǎn} - 驗/验 jim6 {yàn} - 占 zim1 {zhān} |
| YU. /y/     | YU in isolamento resta invariato, anche se si scrive JYU, e ha sporadiche eccezioni. | 語/语 jyu5 {yǔ} - 魚/鱼 jyu2 {yú} - 雨 jyu5 {yǔ} 玉 juk6 {yù} - 域 wik6 {yù} |
| YUE /ɥe/    | YUE è molto variabile. Un esempio a caso è "jyun". | 員/员 jyun4 {yuán} - 院 jyun2 {yuàn} - 遠/远 jyun5 {yuǎn} |
| YUAN /ɥæn/  | YUAN diventa JYUN. | 月 jyut6 {yuè} - 越 jyut6 {yuè} |
| YUN /yn/    | YUN tende a diventare WAN con svariate eccezioni. | 云 wan4 {yún} |
| -E. /ɤ/     | -E in isolamento tende a diventare NGOK con svariate eccezioni, come ad esempio "ngo". | 餓/饿 ngo6 {è} |

Le due sonanti in cantonese, che non si possono confondere in romanizzazione perché sono graficamente separate e circoscritte dalle cifre che indica i toni, raccolgono poche sillabe, tutte quante con intonazione discendente: quella velare "NG" possiede 吾 ng4 {wú},  吳/吴 ng4 {Wú}  梧 ng4 {Wú }  蜈 ng4 {wú}  郚 ng4 {wú} (questo carattere indica un'antica città nello Shandong, nel sudovest di Anqiu 安丘) e 浯 ng4 {Wú} (un fiume nello Shandong). Le sonanti M sono 唔 m4 {wú} e 嘸 m4, unicamente dialettale.
Un lavoro più approfondito tiene conto anche di tutto il sistema vocalico come nucleo di sillaba e in isolamento. Tiene anche conto delle eccezioni estremamente rare, oltre alle linee guida generiche esposte.

## Sistema tonale

Rappresentazione dei sei toni del cantonese con esempi e numero di tono jyutping/yale.

Il cantonese standard presenta sei toni distinti, indicati comunemente come 声调, sheng1diao4 o 聲調, sing1diu6. Questi toni vengono generalmente rappresentati mediante un sistema cifra-tono, simile a quanto adottato nel pinyin semplificato, dove i toni sono associati a numeri accanto alla sillaba, anziché attraverso l'uso di diacritici. A differenza del mandarino standard (putonghua), che presenta quattro toni più un tono neutro, nel cantonese non esistono sillabe prive di tono. Le regole per la modulazione del suono in presenza di gruppi vocalici sono sostanzialmente simili a quelle del mandarino.
In totale, i toni sono sei, ma se consideriamo anche la categoria dei toni entranti, diventano nove. Il concetto di "tono entrante" nel primo cinese medio si riferisce al modo in cui una vocale veniva pronunciata brevemente e seguita da uno stop senza rilascio udibile di suono. Attualmente, in molti dialetti, questo tipo di tono è stato ampliato con l'aggiunta di una specifica modulazione intonativa. I toni entranti di solito si verificano quando una sillaba termina con uno stop o uno stop lenito, seguito da una breve pausa glottale. Questo fenomeno è comune nelle lingue sinitiche settentrionali, come lo shanghainese e l'hokkien, così come in alcuni dialetti settentrionali del mandarino. In origine, era presente anche nell'antico cinese e nell'antico vietnamita. La sua scomparsa ha portato all'evoluzione del tono crescente nel primo cinese medio e nelle successive varietà di vietnamita, un processo noto come "tonogenesi". Il tono decrescente in entrambe le lingue, invece, ha origine dalla caduta di una consonante *-s alla fine della sillaba.
Una volta individuata la propria tessitura vocale senza sforzare la voce, suddividendola in tre registri di altezza (acuto, medio e grave), è possibile associare loro i numeri 5, 3 e 1. Il numero "5" rappresenta il registro acuto, mentre si scende progressivamente verso il basso con i numeri successivi. In seguito, è possibile pronunciare e memorizzare i toni vocali, caratterizzati da una modulazione piuttosto rapida quando si tratta di vocali brevi.
Nella tabella seguente sono elencati tutti e nove i toni, dove 1b, 3b e 6b vengono utilizzati esclusivamente per distinguere i toni entranti:
| Nome                  | Yin Ping (陰平)  | Yin Shang (陰上)      | Yin Qu (陰去) | Yang Ping (陽平) | Yang Shang (陽上)           | Yang Qu (陽去) | Yin Ru (陰入)             | Zhong Ru (中入)     | Yang Ru (陽入)      |
| Intonazione           | ˥ 55 / ˥˧ 53     | ˧˥ 35                 | ˧ 33          | ˨˩ 21 / ˩ 11     | ˩˧ 13                       | ˨ 22           | ˥ 5 + p̚/t̚/k̚               | ˧ 3 +p̚/t̚/k̚          | ˨ 2 +p̚/t̚/k̚          |
| Descrizione           | tono acuto/piano | tono medio-ascendente | tono medio    | tono discendente | tono leggermente ascendente | tono grave     | tono acuto/piano entrante | tono medio entrante | tono grave entrante |
| Numero                | 1                | 2                     | 3             | 4                | 5                           | 6              | 7 (1b)                    | 8 (3b)              | 9 (6b)              |
| Esempio               | 詩, 思           | 史                    | 試            | 時               | 市                          | 是             | 識                        | 錫                  | 食                  |
| Romanizzazione (Yale) | sī, sì           | sí                    | si            | sìh              | síh                         | sih            | sīk                       | sek                 | sihk                |

Va tenuto presente che queste modulazioni, ad eccezione della variante entrante, possono essere applicate anche alle due sonanti "m" e "ng". Tipicamente, entrambe le sonanti hanno il tono 4, che è decrescente nel tono grave (originariamente potrebbe essere stato piatto nel tono grave). Ad esempio: 吾, ng4 (pinyin wú), 吳/吴, ng4 (pinyin Wú), 梧, ng4 (pinyin Wú), 蜈, ng4 (pinyin wú), 郚, ng4 (pinyin wú) (un carattere che denota un'antica città nello Shandong, situata a sud-ovest di Anqiu) e 浯, ng4 (pinyin Wú) (un fiume nello Shandong). A queste sillabe, già complete di per sé, si aggiungono infine 唔, m4 (pinyin wú) e 嘸, m4 (presente solo nel dialetto yue; pinyin approssimato ~wú).
Come altri dialetti yue, il cantonese conserva una similitudine con la distinzione di vocalizzazione del cinese medio, come evidenziato nel grafico qui di seguito:
| Cinese medio | Cinese medio | Cinese medio | Cantonese   | Cantonese |
| Tono         | Iniziale     | Nucleo       | Intonazione | Numero    |
| ------------ | ------------ | ------------ | ----------- | --------- |
| Livello      | senza voce   |              | ˥, ˥˧       | 1         |
| Livello      | con voce     | ˨˩, ˩        | 4           |           |
| Crescente    | senza voce   | ˧˥           | 2           |           |
| Crescente    | con voce     | ˩˧           | 5           |           |
| Discendente  | senza voce   | ˧            | 3           |           |
| Discendente  | con voce     | ˨            | 6           |           |
| Entrante     | senza voce   | Corto        | ˥           | 7 (1)     |
| Entrante     | senza voce   | Lungo        | ˧           | 8 (3)     |
| Entrante     | con voce     |              | ˨           | 9 (6)     |

## Tavola di Radicali Kangxi con pronuncia sino-xenica, Primo Cinese Medio e variazioni in vietnamita e giapponese
Nella seguente tabella, i Radicali Kangxi sono ordinabili in base al pinyin o alla pronuncia nel dialetto cantonese in base a un pulsante apposito. In più, si possono fare paragoni tra la pronuncia cinese attuale e quella in Primo Cinese Medio in base alla ricostruzione del Guangyun di Baxter (2011), Laddove il carattere è assente, non è stata indicata la pronuncia. Oltre al Primo Cinese Medio, sono presenti la lettura cinese in lingua coreana, vietnamita e giapponese (con derivazione storica) Go-on e Kan-on (laddove esistono più pronunce, si è optato per scegliere quella più vicina al cinese medio; per esempio, la pronuncia tarda Tang e Song 唐宋音 e le pronunce slang sono state escluse). Quella giapponese è affiancata dalla trascrizione in caratteri romani (rōmaji) con il sistema Hepburn. Le vocali lunghe sono state trascritte seguendo l'ortografia invece della pronuncia, siccome la -u finale è ben distinta (e da essa si risale a un dittongo o a una coda nasale velare in cinese). La pulsantiera si può usare anche per aiutarsi a fare comparazioni con il Primo Cinese Medio con delle caratteristiche a inizio sillaba e fine sillaba (per le seconde, è stata impostata una colonna ad hoc). La romanizzazione in cantonese è stata effettuata con il sistema Jyutping. I Radicali Kangxi sono affiancati da tutte le loro variazioni, versioni semplificate e dalle variazioni rintracciabili nei kanji giapponesi e negli Hán tự vietnamiti.
| Radicale (Kangxi Bushou)     | Pinyin                     | Primo Cinese Medio (Baxter, 2011) | *-p/t/k? *-m? -n? -ng? | Cantonese (Jyutping)               | Giapponese (Kouki Bushu) On'yomi                        | Rōmaji                                          | Coreano (Kangheui Busu) Hangŭl | Vietnamita (Bộ thủ Khang Hi)   | Altri nomi 名字      |
| ---------------------------- | -------------------------- | --------------------------------- | ---------------------- | ---------------------------------- | ------------------------------------------------------- | ----------------------------------------------- | ------------------------------ | ------------------------------ | -------------------- |
| 一                           | Yī                         | 'jit                              | *-t                    | jat1                               | イチ                                                    | ichi                                            | 일                             | nhất                           | -                    |
| 丨                           | Gǔn                        | (古本切)                          | -n                     | gwan2                              | コン                                                    | kon                                             | 곤                             | cổn                            | -                    |
| 丶> 主, 。                   | Zhǔ (Diǎn)                 | (知庾切 > 冢庾切)                 |                        | jyu2                               | チュ                                                    | chu                                             | 주                             | chủ                            | -                    |
| 丿, (乀, 乁)                 | Piě                        | (房密切 > 普蔑切 > 匹蔑切)        | *-t                    | pit3                               | ヘツ                                                    | hetsu                                           | 별                             | phiệt                          | -                    |
| 乙, (⺄, 乚)                 | Yǐ                         | (於筆切 > 億姞切 > 益悉切)        | *-t                    | jyut3                              | オツ                                                    | otsu                                            | 을                             | ất                             | -                    |
| 亅                           | Jué                        | (衢月切 > 其月切)                 | *-t                    | kyut3                              | ケツ                                                    | ketsu                                           | 궐                             | quyết                          | -                    |
| 二                           | Èr                         | nyijH                             |                        | ji6                                | ニ                                                      | ni                                              | 이                             | nhị                            | -                    |
| 亠                           | Tóu                        | (徒鉤切) (dallo【字彙】)          |                        | tau4                               | トウ                                                    | tou                                             | 두                             | đầu                            | 文字头               |
| 人, 亻                       | Rén                        | nyin                              | -n                     | jan4                               | ニン                                                    | nin                                             | 인                             | nhân                           | 人字头 单人旁 单立人 |
| 儿                           | Ér, Rén                    | nye                               |                        | ji4                                | ニン                                                    | nin                                             | 아, 인                         | nhi                            | -                    |
| 入                           | Rù                         | nyip                              | *-p                    | jap6                               | ニュウ < ニフ                                           | nyuu < nifu                                     | 입                             | nhập                           | -                    |
| 八 > 丷                      | Bā                         | peat                              | *-t                    | baat3                              | ハチ                                                    | hachi                                           | 팔                             | bát                            | 八字旁               |
| 冂 > 冋 > 坰                 | Jiōng                      | (古熒切 > 涓熒切)                 | -ng                    | gwing1                             | ケイ                                                    | kei                                             | 경                             | quynh                          | 同字框               |
| 冖 > 冪                      | Mí                         | (莫狄切)                          | *-k                    | mik6 (da 幂 mi4)                   | ミャク                                                  | myaku                                           | 멱                             | mịch                           | 秃宝盖               |
| 仌 > 冫(冰)                  | Bīng                       | ping                              | -ng                    | bing1                              | ベキ                                                    | beki                                            | 빙                             | băng                           | 两点水               |
| 几                           | Jī                         | kj+jX, kijX                       |                        | gei2 (Jǐ) gei1 (Jī)                | キ                                                      | ki                                              | 궤                             | kỷ                             | -                    |
| 凵 > 坎                      | Kǎn, Qiǎn                  | khomX (da 坎 kan3, "buca")        | *-m                    | ham1 (da 坎 kan3, "buca")          | カン < カム コン < コム                                 | kan < kamu kon < komu                           | 감                             | khảm                           | -                    |
| 刀,刂, ⺈                    | Dāo                        | taw                               |                        | dou1                               | トウ タウ                                               | tou tau                                         | 도                             | đao                            | 力字旁 立刀旁        |
| 力                           | Lì                         | lik                               | *-k                    | lik6                               | リキ リョク                                             | riki ryoku                                      | 력, 역                         | lực                            | -                    |
| 勹 > 包, 胞                  | Bāo                        | paew (da 包 bao1)                 |                        | baau1 (da 包 bao1)                 | ホウ < ハウ                                             | hou < hau                                       | 포                             | bao                            | 包字头               |
| 匕                           | Bǐ                         | pjijH, pjijX                      |                        | bei6                               | ヒ                                                      | hi                                              | 비                             | chủy                           |                      |
| 𠥓 > 匚                      | Fāng                       | pjang                             | -ng                    | fong1                              | ホウ < ハウ                                             | hou < hau                                       | 방                             | phương                         | 三框儿               |
| 匸                           | Xǐ                         | (胡礼切 > 戸禮切)                 |                        | hai2, hai5, wai5                   | ケイ                                                    | kei                                             | 혜                             | hệ                             | -                    |
| 十                           | Shí                        | dzyip                             | *-p                    | sap6                               | ジュウ < ジフ シュウ < シフ                             | juu < jifu shuu < shifu                         | 십                             | thập                           | 十字儿               |
| ⺊ >卜                       | Bǔ                         | puwk                              | *-k                    | baak6                              | ボク ホク                                               | boku hoku                                       | 복                             | bốc                            | 卜字头               |
| 卩 > 㔾, 卪, (巴)            | Jié                        | (子結切)                          | *-t                    | zit3 (da 节 jie2)                  | セツ                                                    | setsu                                           | 절                             | tiết                           | 单耳刀               |
| 厂, (⺁)                     | Hàn                        | xanH                              | -n                     | cong2                              | カン                                                    | kan                                             | 한                             | hán                            | 厂字旁               |
| 厶 > 私                      | Sī                         | sij (da 私 si1)                   |                        | si1 (da 私 si1)                    | シ                                                      | shi                                             | 사                             | khư                            | 私字儿               |
| 又 > (彐)                    | Yòu                        | hjuwH                             |                        | jau6                               | ユウ                                                    | uu                                              | 우                             | hựu                            | 又字旁               |
| 口                           | Kǒu                        | khuwX                             |                        | hau2                               | コウ ク                                                 | kou ku                                          | 구                             | khẩu                           | 口字旁               |
| 囗                           | Wéi                        | hjw+j (da 围 wei2)                |                        | wai4 (da 围 wei2)                  | イ < ヰ                                                 | i < wi                                          | 위                             | vi                             | 方框儿               |
| 土                           | Tŭ                         | thuX, duX                         |                        | tou2                               | ト ド                                                   | to do                                           | 두                             | thổ                            | 提土旁               |
| 士                           | Shì                        | dzriX                             |                        | si6                                | シ                                                      | shi                                             | 사                             | sĩ                             | -                    |
| 夂                           | Zhì                        | (陟侈切 > 陟移切)                 |                        | zi2                                | チ                                                      | chi                                             | 치                             | truy                           | 反文旁               |
| 夊                           | Suī                        | swij                              |                        | seoi1                              | スイ                                                    | sui                                             | 쇠                             | tuy/suy                        | -                    |
| 夕 (~月)                     | Xī                         | zjek                              | *-k                    | zik6                               | セキ ジャク                                             | seki jaku                                       | 석                             | tịch                           | 夕字旁               |
| 大 (太; ~亣, ~立)            | Dài, Dà                    | dajH, daH                         |                        | daai6                              | ダイ タイ                                               | dai tai                                         | 대                             | đại                            | 大字头               |
| 女                           | Nǚ                         | nrjoX                             |                        | neoi5                              | ニョ                                                    | nyo                                             | 녀, 여                         | nữ                             | 女字旁               |
| 𡿹 > 子, (㜽)                | Zǐ                         | tsiX                              |                        | zi2                                | シ                                                      | shi                                             | 자                             | tử                             | 子字旁               |
| ~向 > 宀                     | Miàn                       | (武延切 > 彌延切)                 | -n                     | min4                               | メン                                                    | men                                             | 면                             | miên                           | 宝盖头               |
| 寸                           | Cùn                        | tshwonH                           | -n                     | cyun3                              | スン ソン                                               | sun son                                         | 촌                             | thốn                           | 寸字旁               |
| 小, ⺌                       | Xiǎo                       | sjewX                             |                        | siu2                               | ショウ < セウ                                           | shou < seu                                      | 소                             | tiểu                           | 小字头               |
| 𡯁 > 尢, 尣                  | Wāng                       | [羽求切 > 尤]                     | -ng                    | wong1                              | オウ < ワウ                                             | ou < wau                                        | 왕                             | uông                           | 尤字旁               |
| 𡰣 > 尸                      | Shī                        | syij                              |                        | si1                                | シ                                                      | shi                                             | 시                             | thi                            | 尸字头               |
| 屮                           | Chè                        | (丑列切 > 敕列切)                 | *-t                    | cit3                               | テツ                                                    | tetsu                                           | 철, 초                         | triệt                          | -                    |
| 山                           | Shān                       | srean                             | -n                     | saan1                              | サン セン                                               | san sen                                         | 산                             | sơn                            | 山字旁               |
| 巛 > 川                      | Chuān                      | tsyhwen                           | -n                     | cyun1                              | セン                                                    | sen                                             | 천                             | xuyên                          | 三拐儿               |
| 工 (𢒄)                      | Gōng                       | kuwng                             | -ng                    | gung1                              | コウ                                                    | kou                                             | 공                             | công                           | -                    |
| 己                           | Jǐ                         | kiX                               |                        | gei2                               | キ コ                                                   | ki ko                                           | 기                             | kỷ                             | -                    |
| 巾                           | Jīn                        | kin                               | -n                     | gan1                               | キン                                                    | kin                                             | 건                             | cân                            | 巾字旁               |
| 干                           | Gān                        | kan                               | -n                     | gon1                               | カン                                                    | kan                                             | 간                             | can                            | -                    |
| 幺, 么                       | Yāo                        | (於堯切 > 伊堯切)                 |                        | jiu1                               | ヨウ < エウ                                             | you < eu                                        | 요                             | yêu                            | 幺字旁               |
| 广 > 廣, 広                  | Guǎng, Yǎn, Ān             | kwangH, kwangX                    | *-m -ng                | gwong2                             | ゲン < ゲム                                             | gen < gemu                                      | 엄                             | nghiễm                         | 广字旁               |
| 廴                           | Yín                        | (余忍切 > 以忍切)                 | -n                     | jan2                               | イン                                                    | in                                              | 인                             | dẫn                            | 建字旁               |
| 𠬞, 𢪒, 𢪙 > 廾 (八)         | Gǒng                       | kjowngX                           | -ng                    | gung2 (da 拱 gong3)                | キョウ                                                  | kyou                                            | 공                             | củng                           | 弄字底               |
| 弋                           | Yì                         | yik                               | *-k                    | jik6                               | ヨク                                                    | yoku                                            | 익                             | dặc                            | -                    |
| 弓                           | Gōng                       | kjuwng                            | -ng                    | gung1                              | キュウ グウ                                             | kyuu guu                                        | 궁                             | cung                           | 弓字旁               |
| 彑 > 彐                      | Jì                         | (居例切)                          |                        | gai3                               | ケイ                                                    | kei                                             | 계                             | ký, kệ, kẹ, kí                 | -                    |
| 彡                           | Shān                       | (所銜切 > 師銜切)                 | *-m                    | saam1                              | サン < サム                                             | san < samu                                      | 삼                             | sam                            | 三撇儿               |
| 彳                           | Chì                        | (丑亦切)                          | *-k                    | cik1                               | テキ                                                    | teki                                            | 척                             | sách, xích                     | 双人旁 双立人        |
| 心, 忄, 㣺, ⺗               | Xīn                        | sim                               | *-m                    | sam1                               | シン < シム                                             | shin < shimu                                    | 심                             | tâm                            | 竖心旁               |
| 戈                           | Gē                         | kwa                               |                        | gwo1                               | カ                                                      | ka                                              | 과                             | qua                            | -                    |
| 戶 > 戸, 户                  | Hù                         | huX                               |                        | wu6                                | コ                                                      | ko                                              | 호                             | hộ                             | 户字旁               |
| 手, 扌, 龵                   | Shǒu                       | (書九切 > 始九切)                 |                        | sau2                               | シュウ                                                  | shuu                                            | 수                             | thủ                            | 提手旁               |
| 支                           | Zhī                        | tsye                              |                        | zi1                                | シ                                                      | shi                                             | 지                             | chi                            | 支字旁               |
| 攴                           | Pū                         | (普木切)                          | *-k                    | bok1, pok3                         | ホク ボク                                               | hoku boku                                       | 복                             | phộc                           | -                    |
| 文                           | Wén                        | mjun                              | -n                     | man4                               | モン ブン                                               | mon bun                                         | 문                             | văn                            | -                    |
| 斗                           | Dǒu                        | tuwX, tuwH                        |                        | dau2                               | トウ                                                    | tou                                             | 두                             | đẩu                            | -                    |
| 斤                           | Jīn                        | kj+n, kj+nH                       | -n                     | gan1                               | キン                                                    | kin                                             | 근                             | cân                            | 斤字头               |
| 方                           | Fāng                       | pjang                             | -ng                    | fong1                              | ホウ < ハウ                                             | hou < hau                                       | 방                             | phương                         | 方字旁               |
| 𣞤 > 𣞤 > 無 (舞) > 无       | Wú                         | mju                               |                        | mou4                               | ム ブ                                                   | mu bu                                           | 무                             | vô                             | -                    |
| ☉ > 日                       | Rì                         | nyit                              | *-t                    | jat6                               | ニチ                                                    | nichi                                           | 일                             | nhật                           | 日字旁               |
| 曰                           | Yuē                        | hjwot                             | *-t                    | joek6                              | エツ < ヱツ ワチ                                        | etsu < wetsu wachi                              | 왈                             | viết                           | 冒字头               |
| 月 (~夕)                     | Yuè                        | ngjwot                            | *-t                    | jyut6                              | ゲツ < グヱツ ガツ                                      | getsu < gwetsu gatsu                            | 월                             | nguyệt                         | 月字旁               |
| 木                           | Mù                         | muwk                              | *-k                    | muk6                               | モク                                                    | moku                                            | 목                             | mộc                            | 木字旁               |
| 欠 (~㒫 > 无)                | Qiàn                       | khjaemH, khjomH                   | *-m                    | him3                               | ケン < ケム カン < カム                                 | ken < kemu kan < kamu                           | 흠                             | khiếm                          | 欠字旁               |
| 止                           | Zhǐ                        | tsyiX                             |                        | zi2                                | シ                                                      | shi                                             | 지                             | chỉ                            | 止字旁               |
| ~𣦻 > 歺 > 歹                | Dǎi - - - È                | (五割切)                          | *-t                    | daai2 - - - ngaat6, aat3           | タイ - - - ガツ ガチ                                    | tai - - - gatsu gachi                           | 대 - - - 알                    | đãi - - - ngạt, ngặt           | 歹字旁               |
| 殳                           | Shū                        | dzyu                              |                        | syu4                               | シュ                                                    | shu                                             | 수                             | thù                            | -                    |
| (母>) 毋                     | Wú                         | mju                               |                        | mou4                               | ム ブ                                                   | mu bu                                           | 무                             | vô                             | -                    |
| 比                           | Bĭ                         | pjijX                             |                        | bei2                               | ヒ                                                      | hi                                              | 비                             | bỉ                             | -                    |
| 毛                           | Máo                        | maw                               |                        | mou4                               | モウ                                                    | mou                                             | 모                             | mao                            | -                    |
| 氏                           | Shì                        | dzyeX                             |                        | si6                                | シ ジ                                                   | shi ji                                          | 씨                             | thị                            | -                    |
| 气 > 氣, 気                  | Qì                         | khj+jH                            |                        | hei3                               | キ                                                      | ki                                              | 기                             | khí                            | -                    |
| 水 > 氺, 氵                  | Shuǐ                       | sywijX                            |                        | seoi2                              | スイ                                                    | sui                                             | 수                             | thủy                           | 三点水               |
| 火; ~灸 > 灬                 | Huǒ                        | xwaX                              |                        | fo2                                | カ                                                      | ka                                              | 화                             | hỏa                            | 四点底               |
| 爪, 爫, ⺥                   | Zhuā                       | (側狡切)                          |                        | zaau2                              | ソウ < サウ                                             | sou < sau                                       | 조                             | trảo                           | 爪字头               |
| ~攴 > 父                     | Fù                         | bjuX                              |                        | fu6                                | ブ フ                                                   | bu fu                                           | 부                             | phụ                            | 父字头               |
| 爻                           | Yáo                        | (胡茅切 > 何交切)                 |                        | ngaau4                             | コウ < カウ                                             | kou < kau                                       | 효                             | hào                            | -                    |
| 爿 >丬                       | Pán, Qiáng                 | [讀若牆]                          | -n, -ng                | baan6, coeng4                      | ショウ < シャウ                                         | shou < shau                                     | 장                             | tường                          | -                    |
| 片                           | Piàn                       | phenH                             | -n                     | pin3                               | ヘン                                                    | hen                                             | 편                             | phiến                          | -                    |
| 牙                           | Yá                         | ngae                              |                        | ngaa4                              | ガ ゲ                                                   | ga ge                                           | 아                             | nha                            | -                    |
| 牛, 牜, ⺧                   | Niú                        | ngjuw                             |                        | ngau4                              | ギウ < ギュウ                                           | giu < gyuu                                      | 우                             | ngưu                           | 牛字旁               |
| 犬 > 犭                      | Quăn                       | khwenX                            | -n                     | hyun2                              | ケン                                                    | ken                                             | 견                             | khuyển                         | 反犬旁               |
| 玄                           | Xuán                       | hwen                              | -n                     | jyun4                              | ケン < クヱン ゲン < グヱン                             | ken < kwen gen < gwen                           | 현                             | huyền                          | -                    |
| 玉 - - - (王, ⺩) - - - (玊) | Yù - - - (Wáng) - - - (Sù) | ngjowk                            | *-k                    | juk6 - - - (wong4) - - - (suk1)    | ゴク ギョク - - - オウ < ワウ - - - シュク              | goku gyoku - - - ou < wau - - - shuku           | 옥 - - - (왕) - - - (숙, 옥)   | ngọc - - - (vương) - - - (túc) | 王字旁               |
| 瓜                           | Guā                        | kwae                              |                        | gwaa1                              | カ < クヮ                                               | ka < kwa                                        | 과                             | qua                            | -                    |
| 瓦                           | Wǎ                         | ngwaeX                            |                        | ngaa5                              | ガ < グヮ                                               | ga < gwa                                        | 와                             | ngõa                           | -                    |
| 𤮺 > 甘                      | Gān                        | kam                               | *-m                    | gam1                               | カン < カム                                             | kan < kamu                                      | 감                             | cam                            | -                    |
| 禸                           | Róu                        | (人九切 > 忍九切)                 |                        | jau2                               | ニュ ジュウ                                             | nyu jyuu                                        | 유                             | nhựu                           | -                    |
| 𤯓 > 生                      | Shēng                      | sraeng                            | -ng                    | saang1                             | セイ ショウ < シャウ                                    | sei shou < shau                                 | 생                             | sinh                           | -                    |
| 𤰃 > 用                      | Yòng                       | yowngH                            | -ng                    | jung6                              | ヨウ ユウ                                               | you uu                                          | 용                             | dụng                           | -                    |
| 田                           | Tián                       | den(H)                            | -n                     | tin4                               | デン テン                                               | den ten                                         | 전                             | điền                           | 田字旁               |
| 疋, ⺪                       | Pǐ - - - Shū               | srjo                              | *-t                    | pat1 - - - so1                     | ヒツ ヒチ - - - ショ                                    | hitsu hichi - - - sho                           | 필 - - - 소                    | thất - - - sơ                  | -                    |
| 𤕫 > 疒                      | Chuáng - - - Né, Nì        | (女戹切 > 尼厄切)                 | *-k, -ng               | cong4 - - - nak6, nik6             | ソウ - - - ダク ニャク                                  | sou - - - daku nyaku                            | 녁                             | nạch                           | 病字旁               |
| 𣥠 > 癶                      | Bō                         | pat                               | *-t                    | but6                               | ハツ                                                    | hatsu                                           | 발                             | bát                            | -                    |
| 白                           | Bái                        | baek                              | *-k                    | baak6                              | ハク ビャク                                             | haku byaku                                      | 백                             | bạch                           | 白字旁               |
| 𣪉 (叚) > 𡰻 > 皮            | Pí                         | bje                               |                        | pei4                               | ヒ                                                      | hi                                              | 피                             | bì                             | -                    |
| 皿                           | Mǐng, Mǐn                  | mjaengX                           | -n, -ng                | ming5                              | ミョウ < ミャウ                                         | myou < myau                                     | 명                             | mãnh                           | 皿字底               |
| 目, ⺫                       | Mù                         | mjuwk                             | *-k                    | muk6                               | モク                                                    | moku                                            | 목                             | mục                            | 目字旁               |
| 矛                           | Máo                        | mjuw, muw                         |                        | maau4                              | ム                                                      | mu                                              | 모                             | mâu                            | -                    |
| 皿                           | Shǐ                        | syij(X)                           |                        | ci2                                | シ                                                      | shi                                             | 시                             | thỉ                            | -                    |
| 石                           | Shí                        | dzyek                             | *-k                    | sek6                               | セキ ジャク                                             | seki jaku                                       | 석                             | thạch                          | 石字旁               |
| 丅 > 示, ⺬> 礻              | Shì                        | zyijH                             |                        | si6                                | シ ジ                                                   | shi ji                                          | 시                             | thị                            | 示字旁               |
| 禾                           | Hé                         | hwa                               |                        | wo4                                | カ < クヮ                                               | ka < kwa                                        | 화                             | hòa                            | 禾木旁               |
| 𥤢 > 穴                      | Xué                        | hwet                              | *-t                    | jyut6                              | ケツ < クヱツ ケチ < クヱチ                             | ketsu < kwetsu kechi < kwechi                   | 혈                             | huyệt                          | 穴宝盖               |
| 立 (+辛 in cima)             | Lì                         | lip                               | *-p                    | laap6                              | リュウ < リフ                                           | ryuu < rifu                                     | 립, 입                         | lập                            | 立字旁               |
| 竹, ⺮                       | Zhú                        | trjuwk                            | *-k                    | zuk1                               | チク                                                    | chiku                                           | 죽                             | trúc                           | 竹字头               |
| 米                           | Mĭ                         | mejX                              |                        | mai5                               | マイ                                                    | mai                                             | 미                             | mễ                             | 米字旁               |
| 糸 > 糹, 纟                  | Sī - - - Mì                | si                                | *-k                    | si1 - - - mik6                     | シ - - - ミャク                                         | shi - - - myaku                                 | 실, 사 - - - 멱                | mịch - - - tơ, ti              | 绞丝旁               |
| 缶                           | Fǒu                        | pjuwX                             |                        | fau2                               | フウ                                                    | fuu                                             | 부                             | phũ, phẫu, phễu                | 缶字旁               |
| 网 > 罒, ⺳(𦉸 > 罔 > 網)    | Wǎng                       | mjangX                            | -ng                    | mong5                              | モウ < マウ ボウ < バウ                                 | mou < mau bou < bau                             | 망                             | võng                           | 皿字头               |
| 𦍋 > 羊 > ⺶, 𦍌, ⺷         | Yáng                       | yang                              | -ng                    | joeng4                             | ヨウ < ヤウ                                             | you < yau                                       | 양                             | dương                          | -                    |
| 𦏲 > 羽                      | Yǔ                         | hjuX                              |                        | jyu5                               | ウ                                                      | u                                               | 우                             | vũ                             | -                    |
| 老 > 耂                      | Lǎo                        | lao3                              |                        | lou5                               | ロウ < ラウ                                             | rou < rau                                       | 로                             | lão                            | -                    |
| 而                           | Ér                         | nyi                               |                        | ji4                                | ニ                                                      | ni                                              | 이                             | nhi                            | -                    |
| 耒                           | Lěi                        | lwijX, lwojH                      |                        | leoi6                              | ライ                                                    | rai                                             | 뢰                             | lỗi                            | -                    |
| 耳                           | Ěr                         | nyiX                              |                        | ji5                                | ニ                                                      | ni                                              | 이                             | nhĩ                            | 耳字旁               |
| 聿 > ⺻                      | Yù                         | (余律切 > 允律切 > 以律切)        | *-t                    | jyut6                              | イツ イチ < ヰチ                                        | itsu ichi < wichi                               | 율                             | duật                           | -                    |
| 肉 >⺼                       | Ròu                        | rou4                              | *-k                    | juk6                               | ニク                                                    | niku                                            | 육                             | nhục                           | 月字旁               |
| 臣                           | Chén                       | dzyin                             | -n                     | san4                               | ジン シン                                               | jin shin                                        | 신                             | thần                           | -                    |
| 𦣹 > 自                      | Zì                         | dzijH                             |                        | zi6                                | ジ シ                                                   | ji shi                                          | 자                             | tự                             | -                    |
| 至                           | Zhì                        | tsyijH                            |                        | zi3                                | シ                                                      | shi                                             | 지                             | chí                            | -                    |
| 臼                           | Jiù                        | gjuwX                             |                        | kau5                               | キュウ                                                  | kyuu                                            | 구                             | cữu                            | -                    |
| 舌                           | Shé                        | zyet                              | *-t                    | sit3                               | セツ ゼツ ゼチ                                          | setsu zetsu zechi                               | 설                             | thiệt                          | 舌字旁               |
| 舛                           | Chuǎn                      | tsyhwenX                          | -n                     | cyun2                              | セン シュン                                             | sen shun                                        | 천                             | suyễn                          | -                    |
| 舟 (~月/𣍝)                  | Zhōu                       | tsyuw                             |                        | zau1                               | シュウ                                                  | shuu                                            | 주                             | chu                            | 舟字旁               |
| 艮                           | Gèn                        |                                   | -n                     | gan3                               | コン                                                    | kon                                             | 간                             | cấn                            | -                    |
| 色 (< 绝 < 絕?)              | Sè                         | srik                              | *-k                    | sik1                               | ショク シキ                                             | shoku shiku                                     | 색                             | sắc                            | -                    |
| 艸 > 艹                      | Cǎo                        | tshawX                            |                        | cou2                               | ソウ < サウ                                             | sou < sau                                       | 초                             | thảo                           | -                    |
| 虍 > 虎                      | Hǔ                         | xuX                               |                        | fu2                                | コ                                                      | ko                                              | 호                             | hô                             | 虎字头               |
| 虫 (> 蟲 >) 虫; > 虺         | Chóng                      | drjuwng                           | -ng                    | cung4                              | ジュウ チュウ                                           | juu chuu                                        | 충                             | trùng                          | 虫字旁               |
| 血                           | Xué (coll. "Xiě")          | xwet                              | *-t                    | hyut3                              | ケツ < クヱツ ケチ < クヱチ                             | ketsu < kwetsu kechi < kwechi                   | 혈                             | huyết                          | -                    |
| 行 (> 彳; 亍)                | Xíng - - - Háng            | hang(H)                           | -ng                    | hang4                              | コウ < カウ ゴウ ガウ - - - コウ < カウ ギョウ < ギャウ | kou < kau gou < gau - - - kou < kau gyou < gyau | 행                             | hành, hàng                     | -                    |
| 衣 > 衤                      | Yī                         | 'j+j                              |                        | ji1                                | イ エ                                                   | i e                                             | 의                             | y                              | 衣字旁               |
| 襾                           | Yà, Xià                    | (呼訝切; 衣嫁切 > 衣駕切)         |                        | aa3 haa2                           | ア カ                                                   | a ka                                            | 아                             | á                              | -                    |
| 見 > 见                      | Jiàn                       | keanH, kenH                       | -n                     | gin3                               | ケン                                                    | ken                                             | 견                             | kiến                           | -                    |
| 𧢲 > 角                      | Jiǎo, Jué                  | kaewk                             | *-k                    | gok3                               | カク                                                    | kaku                                            | 각                             | giác                           | 角字旁               |
| 言; 訁> 讠                   | Yán                        | ngjon                             | -n                     | jin4                               | ゲン ゴン                                               | gen gon                                         | 언                             | ngôn                           | 言字旁               |
| 𠔌 > 谷                      | Gǔ                         | kuwk                              | *-k                    | guk1                               | コク                                                    | koku                                            | 곡                             | cốc                            | -                    |
| 豆                           | Dòu                        | duwH                              |                        | dau2                               | トウ                                                    | tou                                             | 두                             | đậu                            | -                    |
| 豕                           | Shĭ                        | syeX                              |                        | ci2                                | シ                                                      | shi                                             | 시                             | thỉ                            | -                    |
| 豸                           | Zhì                        | drjeX                             |                        | zaai6, zi6                         | チ タイ                                                 | chi tai                                         | 치 태                          | trĩ, trãi                      | -                    |
| 貝 > 贝 (+鼎)                | Bèi                        | pajH                              |                        | bui3                               | ハイ バイ                                               | hai bai                                         | 패                             | bối                            | -                    |
| 𤆍 > 灻 > 赤                 | Chì                        | tshjek, tsyhek                    | *-k                    | cek3                               | セキ シャク                                             | seki shaku                                      | 적                             | xích                           |                      |
| 𧺆 > 走, 赱                  | Zǒu                        | tsuwX                             |                        | zau2                               | ソウ                                                    | sou                                             | 주                             | tẩu                            | 走字旁               |
| 足, ⻊                       | Zú                         | tsjowk                            | *-k                    | zuk1                               | ソク ショク                                             | soku shoku                                      | 족                             | túc                            | 足字旁               |
| 身                           | Shēn                       | syin                              | -n                     | san1                               | シン                                                    | shin                                            | 신                             | thân                           | 身字旁               |
| 車 > 车                      | Chē                        | tsyhae                            |                        | ce1                                | シャ                                                    | sha                                             | 차, 거                         | xa                             | -                    |
| 䇂 > 辛, 𨐌 (+立 in cima)    | Xīn                        | sin                               | -n                     | san1                               | シン                                                    | shin                                            | 신                             | tân                            | -                    |
| 𨑃, 𠨷 > 辰                  | Chén                       | zyin                              | -n                     | san4                               | シン                                                    | shin                                            | 진                             | thần, thìn                     | -                    |
| 辵 > ⻍, 辶                  | Chuò                       | trhjaek                           | *-k                    | coek3                              | チャク                                                  | chaku                                           | 착                             | sước                           | 走之旁               |
| 邑 > [- 阝]                  | Yì                         | 'ip                               | *-p                    | jap1                               | ユウ < イフ オウ < オフ                                 | uu < ifu ou < ofu                               | 읍                             | ấp                             | -                    |
| 丣 > 酉 (> 酒)               | Yǒu                        | yuwX                              |                        | jau5                               | ユウ < イウ                                             | uu < iu                                         | 유                             | dậu                            | -                    |
| 釆                           | Biàn                       | (蒲莧切)                          | -n                     | bin6                               | ハンベン                                                | han ben                                         | 변                             | biện                           | -                    |
| 里                           | Lǐ                         | liX                               |                        | lei5                               | リ                                                      | ri                                              | 리, 이                         | lý                             | -                    |
| 金, 𨤾; 釒> 钅               | Jīn                        | kim                               | *-m                    | gam1                               | キン < キム コン < コム                                 | kin < kimu kon < komu                           | 김                             | kim                            | 金字旁               |
| 𨱗 > 長 > 长                 | Zhǎng                      | drjang                            | -ng                    | coeng4                             | チョウ < チャウ ジョウ < ヂャウ                         | chou < chau jou < jau                           | 장                             | trường, trưởng                 | -                    |
| 門, 𨳇 > 门                  | Mén                        | mwon                              | -n                     | mun4                               | モン                                                    | mon                                             | 문                             | môn                            | -                    |
| 𨸏 > 阜 > 阝~                | Fù                         | bjuwX                             |                        | fau6                               | フウ                                                    | fuu                                             | 부                             | phụ                            | -                    |
| 隶 (~聿)                     | Dài                        | (徒耐切 > 待戴切)                 |                        | dai6                               | タイ                                                    | tai                                             | 대, 이                         | đãi                            | -                    |
| 隹                           | Zhuī                       | tsywij                            |                        | zeoi1                              | スイ                                                    | sui                                             | 추                             | chuy                           | 隹字旁               |
| 𠕲 > 雨, ⻗                  | Yǔ                         | hjuX                              |                        | jyu5                               | ウ                                                      | u                                               | 우                             | vũ                             | 雨字头               |
| 𤯞 > 靑 > 青                 | Qīng                       | tsheng                            | -ng                    | cing1                              | セイ シャウ < ショウ                                    | sei shau < shou                                 | 청                             | thanh                          | -                    |
| 非                           | Fēi                        | pj+j                              |                        | fei1                               | ヒ                                                      | hi                                              | 비                             | phi                            | -                    |
| ~𡇡 > 𠚑 > 面, 靣            | Miàn                       | mjienH                            | -n                     | min6                               | メン ベン                                               | men ben                                         | 면                             | diện                           | -                    |
| 革, 𠦶                       | Gé                         | keak                              | *-k                    | gaak3                              | カク                                                    | kaku                                            | 혁                             | cách                           | 革字旁               |
| 韋 > 韦                      | Wéi                        | hjw+j                             |                        | wai4                               | イ < ヰ                                                 | i < wi                                          | 위                             | vi                             | -                    |
| 音 (~言)                     | Yīn                        | 'im                               | *-m                    | jam1                               | イン < イム オン < オム                                 | in < imu on < omu                               | 음                             | âm                             | 音字旁               |
| 韭                           | Jiǔ                        | kjuwX                             |                        | gau2                               | キュウ                                                  | kuyy                                            | 구                             | cửu                            | -                    |
| 頁 > 页                      | Yè - - - Xié               | (胡結切 > 奚結切 > 胡結切)        | *-p - - - *-t          | jip6 - - - kit3, sau2              | ヨウ < エフ - - - ケツ ゲチ                             | you < efu - - - ketsu gechi                     | 엽 - - - 혈                    | hiệt                           | -                    |
| 風, 凬 > 风                  | Fēng                       | pjuwng                            | -ng                    | fung1                              | フウ                                                    | fuu                                             | 풍                             | phong                          | -                    |
| 飛 > 飞                      | Fēi                        | pj+j                              |                        | fei1                               | ヒ                                                      | hi                                              | 비                             | phi                            | -                    |
| 𩚀 > 𠊊 > 食; 飠> 饣         | Shí                        | zyik                              | *-k                    | sik6                               | ジキ ショク                                             | jiki shoku                                      | 식                             | thực                           | 食字旁               |
| 首, 𩠐, 𦣻                   | Shǒu                       | syuwH                             |                        | sau2                               | シュウ シュ                                             | shuu shu                                        | 수                             | thủ                            | -                    |
| 𪏽 > 香, 𥞌                  | Xiāng                      | xjang                             | -ng                    | hoeng1                             | キョウ < キャウ コウ < カウ                             | kyou < kyau kou < kau                           | 향                             | hương                          | -                    |
| 馬 > 马                      | Mă                         | maeX                              |                        | maa5                               | メ (唐音: マ)                                           | me (ma)                                         | 마                             | mã                             | 马字旁               |
| 骨, ⾻                       | Gǔ                         | kwot                              | *-t                    | gwat1                              | コツ コチ                                               | kotsu kochi                                     | 골                             | cốt                            | 骨字旁               |
| 髙 > 高                      | Gāo                        | kaw                               |                        | gou1                               | コウ < カウ                                             | kou < kau                                       | 고                             | cao                            | -                    |
| 髟                           | Biāo                       | pjiew                             |                        |                                    | ヒョウ < ヘウ                                           | hyou < heu                                      | 표                             | bưu                            | -                    |
| 鬥 (> 斗)                    | Dòu                        | tuwX, tuwH                        |                        | dau2                               | トウ                                                    | tou                                             | 두, 투, 각                     | đấu                            | -                    |
| 鬯                           | Chàng                      | trhjangH                          |                        | coeng3                             | チョウ < チャウ                                         | chou < chau                                     | 창                             | sưởng                          | -                    |
| 鬲                           | Lì - - - Gé                | keak                              | *-k                    | lik6 - - - gaak3                   | レキ < リャク - - - カク < キャク                       | reki < ryaku - - - kaku < kyaku                 | 력, 역 - - - 격                | lịch - - - cách                | -                    |
| 鬼                           | Guǐ                        | kjw+jX                            |                        | gwai2                              | キ < クヰ                                               | ki < kwi                                        | 귀                             | quỷ                            | -                    |
| 𤋳 > 魚 > 鱼                 | Yú                         | ngjo                              |                        | jyu4                               | ギョ                                                    | gyo                                             | 어                             | ngư                            | 鱼字旁               |
| 鳥 > 鸟                      | Niǎo, Diăo                 | tewX                              |                        | niu5                               | チョウ < テウ                                           | chou < teu                                      | 조, 도                         | điểu                           | 鸟字旁               |
| 鹵 (~東) > 卤                | Lǔ                         | luX                               |                        | lou5                               | ロ                                                      | ro                                              | 로, 노                         | lỗ                             | -                    |
| 鹿                           | Lù                         | luwk                              | *-k                    | luk6                               | ロク                                                    | roku                                            | 록, 녹                         | lộc                            | -                    |
| 麥 > 麦                      | Mài                        | meak                              | *-k                    | mak6                               | バク                                                    | baku                                            | 맥                             | mạch                           | -                    |
| 麻                           | Má                         | mae                               |                        | maa4                               | マ                                                      | ma                                              | 마                             | ma                             | -                    |
| 黄, 黃                       | Huáng                      | hwang                             | -ng                    | wong4                              | コウ < クヮウ                                           | kou < kwau                                      | 황                             | hoàng, huỳnh                   | -                    |
| 黍                           | Shǔ                        | (舒呂切 > 賞呂切)                 |                        | syu2                               | ショ                                                    | sho                                             | 서                             | thử                            | -                    |
| 𪐗 > 黒 > 黑                 | Hēi                        | xok                               | *-k                    | hak1                               | コク                                                    | koku                                            | 흑                             | hắc                            | 黑字旁               |
| 黹                           | Zhǐ                        | (陟几切 > 豬幾切 > 展幾切)        |                        | zi2                                | チ                                                      | chi                                             | 치                             | chỉ                            | -                    |
| 黽, 𪓑 > 黾                  | Mǐng Mǐn                   | (莫杏切)                          | -n, -ng                | maang5 man5                        | ミョウ メン                                             | myou men                                        | 맹 민                          | mẫn, mãnh                      | -                    |
| 𥅀 > 鼎                      | Dǐng                       | tengX                             | -ng                    | ding2                              | テイ                                                    | tei                                             | 정                             | đỉnh                           | -                    |
| 鼓, 鼔                       | Gǔ                         | kuX                               |                        | gu2                                | コ ク                                                   | ko ku                                           | 고                             | cổ                             | -                    |
| 鼠, 䑕, 鼡                   | Shǔ                        | syoX                              |                        | syu2                               | ショ ソ                                                 | sho so                                          | 서                             | thử                            | -                    |
| (自 >) 鼻                    | Bí                         | bjijH                             |                        | bei6                               | ヒ ビ                                                   | hi bi                                           | 비                             | tị                             | -                    |
| 𠫸 > 齊 > 斉, 齐             | Qí                         | (徂兮切 > 前西切)                 |                        | cai4                               | セイ サイ ザイ                                          | sei sai zai                                     | 제                             | tề                             | -                    |
| 𦥒 > 𣥫 > 齒 > ⻭, 齿        | Chǐ                        | tsyhiX                            |                        | ci2                                | シ                                                      | shi                                             | 치                             | xỉ                             | -                    |
| 龍 > 竜, 𥪖, 𥪐, 龙          | Lóng                       | ljowng                            | -ng                    | lung4                              | リョウ リュウ                                           | ryou ryuu                                       | 룡, 용                         | long                           | -                    |
| 龜 > ⻲, 龟                  | Guī - - - Qiū, - - - Jūn   | kwij                              | -n                     | gwai1 - - - kau1, gau1 - - - gwan1 | キ < クヰ - - - キュウ - - - キン                       | ki < kwi - - - kyuu - - - kin                   | 귀 - - - 구 - - - 균           | quy                            | -                    |
| 龠, 𠎤 > 籥                  | Yuè                        | yak                               | *-k                    | joek6                              | ヤク                                                    | yaku                                            | 약                             | dược                           | -                    |